# Penukal Abab Lematang Ilir
Penukal Abab Lematang Ilir (PALI) ist ein indonesischer Regierungsbezirk (Kabupaten) in der indonesischen Provinz Sumatra Selatan. Ende 2023 leben Menschen hier. Der Verwaltungszentrum des Kabupaten Penukal Abab Lematang Ilir ist Kayu Agung im Westen des Bezirks.

## Geografie
Hinsichtlich seiner Territorialfläche belegt der Kabupaten Platz 13 von 17 Verwaltungseinheiten der 2. Ordnung (Kabupaten/Kota) in der Provinz (2,12 %) bzw. Platz 99 von 120 Kabupaten auf der Insel Sumatra.

### Lage
Der Regierungsbezirk Penukal Abab Lematang Ilir liegt im Zentrum der Provinz Sumatra Selatan. Im Nordwesten und Norden grenzt er an den Kabupaten Musi Banyuasin, im Nordosten an Banyuasin, im Osten und Süden an den zweigeteilten Bezirk Muara Enim, im Südosten an die autonome Stadt Prabumulih und im Westen bildet er mit dem Kabupaten Musi Rawas auf ca. 15 km die kürzeste Grenze.

## Verwaltungsgliederung
Administrativ unterteilt sich Penukal Abab Lematang Ilir in fünf Distrikte (Kecamatan) mit 97 Dörfern (seit 1997, davor waren es 16 Dörfer weniger). Von ihnen haben 6 als Kelurahan städtischem Charakter, sie gehören alle zum Kecamatan Talang Ubi. Eine weitere Unterteilung gliederte die „dörflichen“ Desa in 337 Dusun, während die Kelurahan aus 49 RW und 178 RT bestanden. 2020 wurden 46.040 Haushalte mit durchschnittlich 4,18 Personen pro Haushalt gezählt.
Die nachfolgende Tabelle gibt für das Volkszählungsjahr 2010 auch die Einwohnerzahlen an, obwohl zu diesem Zeitpunkt diese fünf Kecamatan noch zum „Mutterbezirk“ Muara Enim gehörten.
| Code 1   | Kecamatan Distrikt              | Ibu Kota Verwaltungssitz        | Fläche (km²) | Einw. Zensus 2010 2 | Volkszählung 2020 | Volkszählung 2020 | Volkszählung 2020 | Anzahl der Dörfer |
| Code 1   | Kecamatan Distrikt              | Ibu Kota Verwaltungssitz        | Fläche (km²) | Einw. Zensus 2010 2 | Einw. 3           | 0Dichte 40        | Sex Ratio 5       | Anzahl der Dörfer |
| -------- | ------------------------------- | ------------------------------- | ------------ | ------------------- | ----------------- | ----------------- | ----------------- | ----------------- |
| 16.12.01 | Talang Ubi                      | Handayani Mulia                 | 648,40       | 67.258              | 83.669            | 129,0             | 103,63            | 25                |
| 16.12.02 | Penukal Utara00                 | Betung                          | 347,00       | 20.794              | 23.419            | 67,5              | 102,32            | 17                |
| 16.12.03 | Penukal                         | Babat                           | 272,00       | 26.978              | 30.178            | 110,9             | 99,63             | 21                |
| 16.12.04 | Abab                            | Prabumenang                     | 416,00       | 23.207              | 27.058            | 65,0              | 99,54             | 12                |
| 16.12.05 | Tanah Abang                     | Tanah Abang Selatan00           | 156,60       | 27.237              | 30.576            | 195,2             | 102,14            | 22                |
| 16.12    | Kab. Penukal Abab Lematang Ilir | Kab. Penukal Abab Lematang Ilir | 1.840,00     | 165.474             | 194.900           | 105,9             | 102,04            | 97                |

## Demografie
Hinsichtlich seiner Bevölkerung wird Platz 14 (mit 2,36 %) von den 17 Verwaltungseinheiten der 2. Ordnung (Kabupaten/Kota) innerhalb der Provinz belegt. Bezogen auf alle 120 Kabupaten auf der Insel Sumatra bedeutet dies Rang 89. Mit der Bevölkerungsdichte von 113,8 Einw. je km² wird der Provinzwert (102,5) übertroffen.
Der Frauenanteil hat sich zwischen den beiden Volkszählungen 2010 und 2020 sowie zum Jahresende nur geringfügig verringert und auf Werte knapp unter 50 Prozent eingepegelt.
| Jahr  | Gesamt- bevölkerung | Männer   | %      | Frauen   | %      |
| ----- | ------------------- | -------- | ------ | -------- | ------ |
| 02010 | 00165.474           | 0083.204 | 050,28 | 0082.270 | 049.72 |
| 02020 | 00194.900           | 0098.434 | 050,50 | 0096.466 | 049,50 |
| 02023 | 00209.771           | 0106.277 | 050,66 | 0103.494 | 049,34 |

### Religion
Der Islam war und ist die vorherrschende Religion im Bezirk. Im Jahr 2020 bekannten sich 99,68 Prozent der Bevölkerung hierzu. Christen gab es nur 532, also 0,20 %, die meisten im Kecamatan Talag Ubi (465). Für beide Konfessionen standen jeweils eine Kirche zur Glaubensausübung zur Verfügung. Moscheen gab es 210 und 178 kleinere Gebetsräume (Mushola).

### Soziale Daten 2020
| Merkmal                                                            | Penukal Abab Lematang Ilir | 0Prov. Sumatra Selatan0 |
| ------------------------------------------------------------------ | -------------------------- | ----------------------- |
| Bevölkerung unterhalb der Armutsgrenze (Tsd.)0                     | 24,17                      | 302,58                  |
| Anteil der „armen Bevölkerung“ (indonesisch Penduduk miskin) (%)00 | 12,00                      | 15,03                   |
| Arbeitslosenrate (%)                                               | 03,74                      | 04,07                   |
| Lebenserwartung bei der Geburt (Jahre)                             | 68,27                      | 69,35                   |
| HDI-Index                                                          | 64,70                      | 71,40                   |
| Analphabetenrate (in %, 15+ J.)                                    | 02,05                      | 01,99                   |
| Anteil der Altersgruppen                                           | 0Real0                     | 0Prozentual0            |
| Kinder (<15 J.)                                                    | 058.377                    | 29,95                   |
| arbeitsfähige Bevölkerung (15–64 J.)                               | 128.211                    | 65,78                   |
| Rentner und Pensionäre (>65 J.)                                    | 008.312                    | 04,26                   |

### Aktuelle Daten der Bevölkerungsfortschreibung
Nachfolgende Tabelle gibt den Einwohnerstand nach Geschlecht vom Jahresende 2022 und 2023 wieder. Er resultiert aus den Ergebnissen der Fortschreibung durch die örtlichen Zivilregistrierungsbüros (Disdukcapil, indonesisch Dinas Kependudukan dan Pencatatan Sipil) und kann in einer interaktiven Karte abgerufen werden
| Kecamatan                          | 31.12.2022 | 31.12.2022 | 31.12.2022 | Fläche km² | 31.12.2023 | 31.12.2023 | 31.12.2023 | 31.12.2023         | 31.12.2023          |
| Kecamatan                          | 0Insg.     | männl.     | weibl.     | Fläche km² | 0Insg.     | männl.     | weibl.     | Dichte [Einw./km²] | Sex Ratio [M*100/F] |
| ---------------------------------- | ---------- | ---------- | ---------- | ---------- | ---------- | ---------- | ---------- | ------------------ | ------------------- |
| Talang Ubi                         | 89.308     | 45.502     | 43.806     | 728,50     | 91.704     | 46.750     | 44.954     | 125,9              | 104,00              |
| Penukal Utara                      | 24.104     | 12.216     | 11.888     | 335,04     | 24.673     | 12.544     | 12.129     | 73,6               | 103,42              |
| Penukal                            | 30.960     | 15.475     | 15.485     | 354,90     | 31.649     | 15.826     | 15.823     | 89,2               | 100,02              |
| Abab                               | 27.857     | 13.934     | 13.923     | 262,67     | 28.499     | 14.290     | 14.209     | 108,5              | 100,57              |
| Tanah Abang                        | 32.244     | 16.351     | 15.893     | 207,32     | 33.246     | 16.867     | 16.379     | 160,4              | 102,98              |
| Kab. Penukal Abab Lematang Ilir000 | 204.473    | 103.478    | 100.995    | 1.888,43 1 | 209.771    | 106.277    | 103.494    | 111,1              | 102,69              |

## Verzeichnis der Kelurahan
Die nachfolgende Liste gibt den Einwohnerstand zum Jahresende 2022 (Semester II/2022) und genau ein Jahr später für alle Kelurahan im Bezirk Penukal Abab Lematang Ilir wieder. Innerhalb eines Jahres stieg die Einwohnerzahl der 6 Kelurahan um 1.083 Einwohner.
Neben der Fläche und den Einwohnerzahlen sind auch deren Zugehörigkeiten zu den fünf Kecamatan aufgeführt, ebenso die errechneten Ergebnisse der Bevölkerungsdichte (in Einw. je km²) sowie des Geschlechterverhältnisses (Sex Ratio). Als erste Spalte ist der Strukturcode des indonesischen Innenministeriums angegeben. Er gibt gleichfalls Aufschluss über die Zugehörigkeit der Dörfer zu den übergeordneten Verwaltungsebenen: Die ersten drei Zahlenpärchen werden durch Punkte getrennt und geben die Provinz, den Regierungsbezirk (Kabupaten) und den Distrikt (Kecamatan) an. Als letztes folgt nach einem weiteren Trennungspunkt der vierstellige „Dorfcode“ – wobei städtisch geprägte Kelurahan immer mit 1 und „normale“ (ländliche) Desa mit einer 2 beginnen. Die Statistikseiten von BPS (Badan Pusat Statistik) verwenden eine andere Nomenklatur, auf die hier nicht näher eingegangen werden soll, da sie nur bei den Volkszählungen Anwendung findet.
Wie bei vorstehender Tabelle entstammen alle Daten der Fortschreibung durch die örtlichen Zivilregistrierungsbüros (Disdukcapil).
| Struktur- code | Kecamatan     | Kelurahan           | Bevölkerung am Jahresende 2022 | Bevölkerung am Jahresende 2022 | Bevölkerung am Jahresende 2022 | Bevölkerung am Jahresende 2022 | Bevölkerung am Jahresende 2023 | Bevölkerung am Jahresende 2023 | Bevölkerung am Jahresende 2023 | Bevölkerung am Jahresende 2023 | Bevölkerung am Jahresende 2023 |
| Struktur- code | Kecamatan     | Kelurahan           | Fläche (km²)                   | Gesamt                         | männlich                       | weiblich                       | Gesamt                         | männlich                       | weiblich                       | Dichte                         | Sex Ratio                      |
| -------------- | ------------- | ------------------- | ------------------------------ | ------------------------------ | ------------------------------ | ------------------------------ | ------------------------------ | ------------------------------ | ------------------------------ | ------------------------------ | ------------------------------ |
| 16.12.01.1003  | 0 Talang Ubi0 | Talang Ubi Timur    | 5,06                           | 9.260                          | 4.678                          | 4.582                          | 9.397                          | 4.752                          | 4.645                          | 1.857,1                        | 102,30                         |
| 16.12.01.1010  | 0 Talang Ubi0 | Talang Ubi Barat    | 20,58                          | 9.000                          | 4.533                          | 4.467                          | 9.078                          | 4.590                          | 4.488                          | 441,1                          | 102,27                         |
| 16.12.01.1011  | 0 Talang Ubi0 | Talang Ubi Utara    | 57,18                          | 8.414                          | 4.276                          | 4.138                          | 8.551                          | 4.330                          | 4.221                          | 149,5                          | 102,58                         |
| 16.12.01.1012  | 0 Talang Ubi0 | Talang Ubi Selatan  | 23,90                          | 8.757                          | 4.385                          | 4.372                          | 8.985                          | 4.496                          | 4.489                          | 375,9                          | 100,16                         |
| 16.12.01.1017  | 0 Talang Ubi0 | Pasar Bhayangkara00 | 20,18                          | 6.140                          | 3.135                          | 3.005                          | 6.209                          | 3.189                          | 3.020                          | 307,7                          | 105,60                         |
| 16.12.01.1018  | 0 Talang Ubi0 | Handayani Mulya     | 42,00                          | 7.591                          | 3.899                          | 3.692                          | 8.025                          | 4.122                          | 3.903                          | 191,1                          | 105,61                         |

## Geschichte
Der Kabupaten entstand Anfang 2013 durch Abtrennung vom Kabupaten Muara Enim. Hierbei gab der „Mutterbezirk“ 6 seiner Distrikte (mit 72 Dörfern) von den vorhandenen 25 (mit 326 Dörfern) ab. Dies betraf ein Fünftel seines Territoriums (1.840 von 9.224 km²) und 23 Prozent der Bevölkerung (2012: 168.641 von 735.787 Einw.). Grundlage hierfür war das Regierungsgesetz Nr. 7/2013.